# Championnat du monde d'échecs 1966

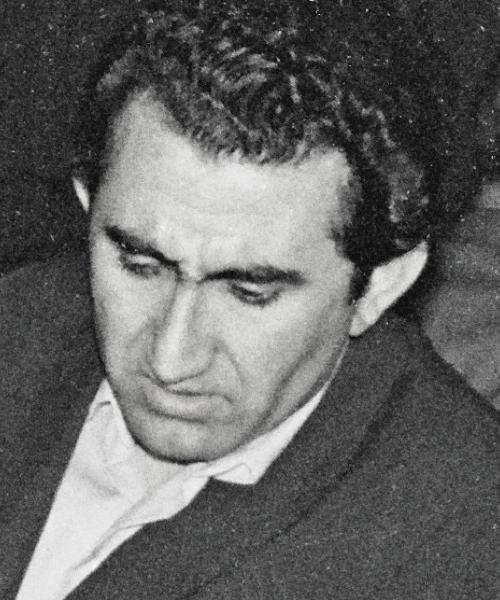
Tigran Petrosian, Championnat d'Europe 1961 à Oberhausen, Photographe Gerhard Hund.

Le championnat du monde d'échecs 1966 a vu s'affronter Tigran Petrossian, tenant du titre, et Boris Spassky à Moscou du 9 avril au 9 juin 1966. Petrossian a conservé son titre.

## Qualification
Les six premiers de l'interzonal d'Amsterdam sont qualifiés pour les matchs des candidats : les premiers de l'interzonal sont Vassily Smyslov (17/23), Bent Larsen (17), Boris Spassky (17), Mikhaïl Tal (17), Leonid Stein (16½), David Bronstein (16), Borislav Ivkov (15). Un match de départage entre Samuel Reshevsky (14½) et Lajos Portisch pour la dernière place qualificative tourne en faveur du Hongrois +2 =1.
La règle de la Fédération internationale des échecs voulait que seuls trois soviétiques pouvaient se qualifier. Leonid Stein et David Bronstein durent céder le pas à Borislav Ivkov et Lajos Portisch pourtant moins bien classés à l'interzonal.
Efim Geller et Paul Keres sont qualifiés en vertu de leurs résultats lors du cycle précédent.
|  | Quarts de finale        | Quarts de finale        |               |    | Demi-finales            | Demi-finales            |  |  | Finale                  | Finale                  |
|  | Quarts de finale        | Quarts de finale        |               |    | Demi-finales            | Demi-finales            |  |  | Finale                  | Finale                  |
|  |                         |                         |               |    |                         |                         |  |  |                         |                         |
|  | Bled, juin-juillet 1965 | Bled, juin-juillet 1965 |               |    | Bled, juillet-août 1965 | Bled, juillet-août 1965 |  |  | Tbilissi, novembre 1965 | Tbilissi, novembre 1965 |
|  | Bled, juin-juillet 1965 | Bled, juin-juillet 1965 |               |    | Bled, juillet-août 1965 | Bled, juillet-août 1965 |  |  | Tbilissi, novembre 1965 | Tbilissi, novembre 1965 |
|  | Mikhaïl Tal             | 5½                      |               |    | Bled, juillet-août 1965 | Bled, juillet-août 1965 |  |  | Tbilissi, novembre 1965 | Tbilissi, novembre 1965 |
|  | Mikhaïl Tal             | 5½                      |               |    | Bled, juillet-août 1965 | Bled, juillet-août 1965 |  |  | Tbilissi, novembre 1965 | Tbilissi, novembre 1965 |
|  | Lajos Portisch          | 2½                      |               |    | Bled, juillet-août 1965 | Bled, juillet-août 1965 |  |  | Tbilissi, novembre 1965 | Tbilissi, novembre 1965 |
|  | Lajos Portisch          | 2½                      | Mikhaïl Tal   | 5½ |                         |                         |  |  | Tbilissi, novembre 1965 | Tbilissi, novembre 1965 |
|  | Bled, juin-juillet 1965 |                         | Mikhaïl Tal   | 5½ |                         |                         |  |  | Tbilissi, novembre 1965 | Tbilissi, novembre 1965 |
|  |                         | Bent Larsen             | 4½            |    |                         |                         |  |  | Tbilissi, novembre 1965 | Tbilissi, novembre 1965 |
|  | Bent Larsen             | Bent Larsen             | 4½            | 5½ |                         |                         |  |  | Tbilissi, novembre 1965 | Tbilissi, novembre 1965 |
|  | Bent Larsen             |                         |               | 5½ |                         |                         |  |  | Tbilissi, novembre 1965 | Tbilissi, novembre 1965 |
|  | Borislav Ivkov          | 2½                      |               |    |                         |                         |  |  | Tbilissi, novembre 1965 | Tbilissi, novembre 1965 |
|  | Borislav Ivkov          | 2½                      | Mikhaïl Tal   | 4  |                         |                         |  |  |                         |                         |
|  | Riga, avril 1965        |                         | Mikhaïl Tal   | 4  |                         |                         |  |  |                         |                         |
|  |                         | Boris Spassky           | 7             |    |                         |                         |  |  |                         |                         |
|  | Boris Spassky           | Boris Spassky           | 7             | 6  |                         |                         |  |  |                         |                         |
|  | Boris Spassky           | Riga, mai-juin 1965     |               | 6  |                         |                         |  |  |                         |                         |
|  | Paul Keres              | 4                       |               |    |                         |                         |  |  |                         |                         |
|  | Paul Keres              | 4                       | Boris Spassky | 5½ |                         |                         |  |  |                         |                         |
|  | Moscou, avril 1965      |                         | Boris Spassky | 5½ |                         |                         |  |  |                         |                         |
|  |                         | Efim Geller             | 2½            |    |                         |                         |  |  |                         |                         |
|  | Efim Geller             | Efim Geller             | 2½            | 5½ |                         |                         |  |  |                         |                         |
|  | Efim Geller             |                         |               | 5½ |                         |                         |  |  |                         |                         |
|  | Vassily Smyslov         | 2½                      |               |    |                         |                         |  |  |                         |                         |
|  | Vassily Smyslov         | 2½                      |               |    |                         |                         |  |  |                         |                         |

## Résultats
Le match était au meilleur des 24 parties. En cas d'ex æquo, Petrossian conservait son titre.
|                   | 1 | 2 | 3 | 4 | 5 | 6 | 7 | 8 | 9 | 10 | 11 | 12 | 13 | 14 | 15 | 16 | 17 | 18 | 19 | 20 | 21 | 22 | 23 | 24 | Points |
| ----------------- | - | - | - | - | - | - | - | - | - | -- | -- | -- | -- | -- | -- | -- | -- | -- | -- | -- | -- | -- | -- | -- | ------ |
| Tigran Petrossian | ½ | ½ | ½ | ½ | ½ | ½ | 1 | ½ | ½ | 1  | ½  | ½  | 0  | ½  | ½  | ½  | ½  | ½  | 0  | 1  | ½  | 1  | 0  | ½  | 12½    |
| Boris Spassky     | ½ | ½ | ½ | ½ | ½ | ½ | 0 | ½ | ½ | 0  | ½  | ½  | 1  | ½  | ½  | ½  | ½  | ½  | 1  | 0  | ½  | 0  | 1  | ½  | 11½    |

## Parties remarquables
- Spassky - Petrossian, 7e partie, 0-1
- Petrossian - Spassky, 10e partie, 1-0
- Petrossian - Spassky, 12e partie, ½-½